# Orden Real Güélfica
La Orden Real Güélfica (en alemán: Guelphen-Orden), también conocida como la Orden Guélfica hanoveriana, es una orden hanoveriana de caballería instituida el 28 de abril de 1815 por el Príncipe Regente (más tarde Jorge IV). No fue conferida por la Corona británica desde la muerte del rey Guillermo IV en 1837, cuando la unión personal del Reino Unido y el Reino de Hannover terminó. Continuó siendo conferida por el Reino de Hannover como estado independiente y subsecuentemente, después de la derrota y disolución forzada del reino de Hannover por el reino de Prusia, la orden continuó como orden dinástica, siendo concedida por la Casa Real de Hannover. Hoy en día, su actual canciller es el Jefe de la Casa hanoveriana, el príncipe Ernesto Augusto de Hannover. Esta distinción es así nombrada en homenaje a la Casa de los Güelfos a quien pertenecían los soberanos hanoverianos, y su insignia está basada en el caballo blanco que posee las armas de ese reino. En el Reino Unido siempre fue considerada una orden extranjera, e incluso antes de 1837, a los miembros de la orden no se les confería el tratamiento de "Sir" al menos que también fueran creados Caballeros en forma paralela.

## Clases
La Order incluye 2 Divisiones, la Civil y la Militar. Originalmente tuvo 3 clases, pero con varias reorganizaciones desde 1841; en la actualidad, como orden dinástica, tiene 4 clases y una adicional "cruz al mérito". En orden de antigüedad descendente, las clases son:

### 1815-1841
- Caballero gran cruz (GCH)
- Caballero comandante (CCH)
- Caballero (CH)

### Después de 1841
- Gran cruz
- Comandante de primera Clase
- Comandante de segunda Clase
- Caballero
- Cruz del mérito

## La Orden

Bandera del Electorado de Hannover, 1692

### Oficiales
La Orden tiene 6 oficiales, a saber: el Canciller, el Vicecanciller, el Registrador, el Rey de armas, el Genealogista, y el Secretario.

#### Oficiales hasta 1837
Los primeros 6 oficiales fueron:
- Canciller: conde Ernesto Federico Heriberto de Münster
- Vicecanciller: George Nieper
- Secretario: Ludwig Moeller
- Rey de armas: Sir George Nayler
- Genealogista: Augustus Neubourg
- Registrador: Sir William Woods

#### Oficiales desde 1987
- Canciller: Ernesto Augusto, príncipe de Hannover

### Miembros notables
lista incompleta, favor colaborar en completarla
- Mariscal de campo Arthur Wellesley, duque de Wellington CG, GCB, GCH, CP, MRS.
- William Herschel
- Sir Augustus d'Este
- Sir John Franklin